# Тоголезская лягушка
Тоголезская лягушка (лат. Conraua derooi) — вид лягушек семейства Conrauidae. Встречается в Того и Гане. Вид считается исчезающим, однако несколько популяций были обнаружены в исследованиях 2005—2007 гг., после того как особи тоголезских лягушек не регистрировались более 20 лет.

## Этимология названия вида
Видовое название derooi дано в честь Антуна Де Ру, бельгийского орнитолога, который участвовал в экспедиции, обнаружившей этот вид. 

## Распространение
Conraua derooi встречается на юго-западе Того и прилегающей юго-восточной Гане в горах Того-Вольта, а также в хребте Атева в центральной Гане. Conraua alleni был зарегистрирован и в восточной части Ганы и Того. Типовое местонахождение — Мисахохе — в западной части Того.

## Внешний вид
Conraua derooi — относительно небольшие лягушки (намного меньше своего родственника, лягушки—голиафа Conraua goliath), размеры самцов 76-84 мм, а самок — около 74-82 мм. Голова относительно большая, с выпуклыми глазами и довольно маленькой мордой. Барабанная перепонка снаружи не видна. Задние конечности очень длинные и крепкие. Пальцы длинные, с отчетливыми клейкими дисками и перепонками. Передние конечности короткие, но мускулистые, с перепончатыми пальцами.
Conraua derooi живет в проточной воде в лесных местностях, постоянно обитая в воде. Головастики развиваются в ручьях.

## Популяции
Во время последней оценки Международного союза охраны природы (МСОП) в 2004 году считалось, что существует только одна выжившая популяция. Тем не менее, исследования 2005—2007 годов выявили несколько популяций в Гане и Того, после того как этот вид не регистрировался более 20 лет. Тем не менее, этому виду чрезвычайно угрожает разрушение и изменение среды обитания, а также потребление человеком лесов и их вырубка. Кроме того, существует генетическая разница между двумя наиболее крупными популяциями. Популяции в лесном заповеднике Атева кажутся большими; это, вероятно, самые большие оставшиеся популяции.